# هاروت رود
هاروت رود یا رود اردسکان نام رودی در افغانستان است که در حوضه سیستان جریان دارد. سرچشمه این رود در کوه‌های جنوب شرق هرات قرار دارد و با طول ٣٩۴ کیلومتر یا ۲۴۵ مایل به دریاچه هامون می‌ریزد. کانال‌های متعددی در طول این رود به منظور آبیاری ساخته شده‌است.